# Identitás
Az identitás én-azonosság, önmeghatározás szerepeken, magatartásformákon, értékrendszeren keresztül, mely a „teljes én” érzésével társul. A személyiségfejlődés eredménye, a szocializáció eredménye, az emberi kölcsönhatások során jön létre.
Erik H. Erikson fejlődéselméletének ötödik szakasza a pubertás, melynek legfontosabb feladata az identitás kialakulása, mely serdülőkor végére (18-22 éves kor körül) befejeződik. Az identitás formálódása egy életen át tartó folyamat különböző szerepeken keresztül, melyekkel az egyén azonosul (anyai/apai szerep, nagyszülői szerep, szakmában betöltött szerep stb.)

## Típusai
- nemi identitás
- nemzeti identitás
- vallási identitás
- szakmai identitás